# ألف إنغن
ألف إنغن (بالنرويجية البوكمول: Alf Engen؛ بالإنجليزية: Alf Engen) هو متزلج قفز نرويجي وأمريكي، ولد في 15 مايو 1909 في نيدره آيكر في النرويج، وتوفي في 20 يوليو 1997 في مدينة سولت ليك في الولايات المتحدة.